# 普里納達
50°10′8″N 23°31′44″E / 50.16889°N 23.52889°E
普里納達（烏克蘭語：Принада），是烏克蘭的村落，位於該國西部利沃夫州，由亞沃里夫區負責管轄，始建於1830年，面積0.64平方公里，海拔高度336米，2001年該村落人口241。